# Seul pour Noël
Pour plus de détails, voir Fiche technique et Distribution.
Seul pour Noël (Alone for Christmas), également connu sous le nom de Bone Alone, est un film de Noël comique américaine de 2013, créée par le groupe de cinéma indépendant The Asylum. Un « mockbuster approximatif » de la série de films à succès Home Alone, le film est écrit par Nancy Leopardi et réalisé par Joseph J. Lawson. Il met en vedette David DeLuise, Kim Little et Davis Cleveland.

## Synopsis
La veille de Noël, une famille rend visite à sa grand-mère et laisse son chien seul à la maison. Lorsque trois voleurs tentent de prendre les cadeaux sous le sapin de Noël, le chien doit utiliser toutes les astuces qu’il connaît pour les arrêter. Ces tactiques vont de la mise en place de pièges boomerang, ou tromper les voleurs dans la chaise de torture, jusqu’à la manœuvre infâme du waterboarding guatémaltèque. Les voleurs stupides doivent se frayer un chemin pour se sortir de ces situations.

## Distribution
- David DeLuise : le père
- Kim Little : Maman
- Davis Cleveland : Dillon Mateo Rojas
- Gerald Webb : Columbus (voix)
- Natalie Jane : KC
- Kevin Sorbo : Quentin
- Jeremy Mascia : Jake Marcos Olea
- Jonathan Nation : Anthony Leandro Cejas
- Justin Hoffmeister : Rob Ricky Ricon (23 ans)
- Hooligan : Bone le chien
- Bill Pomeroy : Bone (voix)
- John Kenward : Phil
- Torpedo : Columbus le chien
- Kevin Yarbrough : Cupcake (voix)
- Hitchcock : Cupcake le chien

## Versions
Le film est sorti le 10 octobre 2013. 